# Benyadu’ jezik
Benyadu’ jezik (ISO 639-3: byd; njadu, nyadu, balantiang, balantian), jezik kopnenodajačke skupine malajsko-polinezijskih jezika, kojim govori oko 54 000 ljudi (2007) u indonezijskoj provinciji Zapadni Kalimantan (Kalimantan Barat) u regencijama Landak i Bengkayang.
Ima dva dijalekta pandu i nyadu (balantian, balantiang, njadu).

## Vanjske poveznice
- Ethnologue (14th)
- Ethnologue (15th)